# 클레어 맥다월

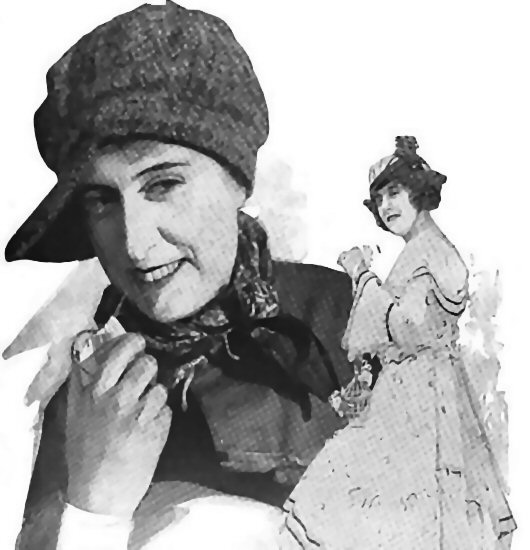

클레어 맥다월(Claire McDowell, 1877년 11월 2일 ~ 1966년 10월 23일)는 미국의 배우, 영화배우이다.
뉴욕에서 태어났으며 할리우드에서 사망하였다.

## 영화
- 더 휴먼 코미디 (1943년)
- 프레즌팅 릴리 마스 (1943년)
- 바보의 기쁨 (1939년)
- 슬픔은 그대 가슴에 (1934년)
- 맨하튼 퍼레이드 (1931년)
- 빅 하우스 (1930년)
- 벤허 (1925년)
- 어둠의 집 (1913년)